# Đình Thới Sơn
Đình Thới Sơn tọa lạc gần chân núi Két, thuộc xã Thới Sơn, thị xã Tịnh Biên, tỉnh An Giang. Đây là một ngôi đình thờ thần Thành hoàng của làng Xuân Sơn và Hưng Thới xưa (sau ghép lại là Thới Sơn), và là một di tích lịch sử cách mạng Việt Nam.

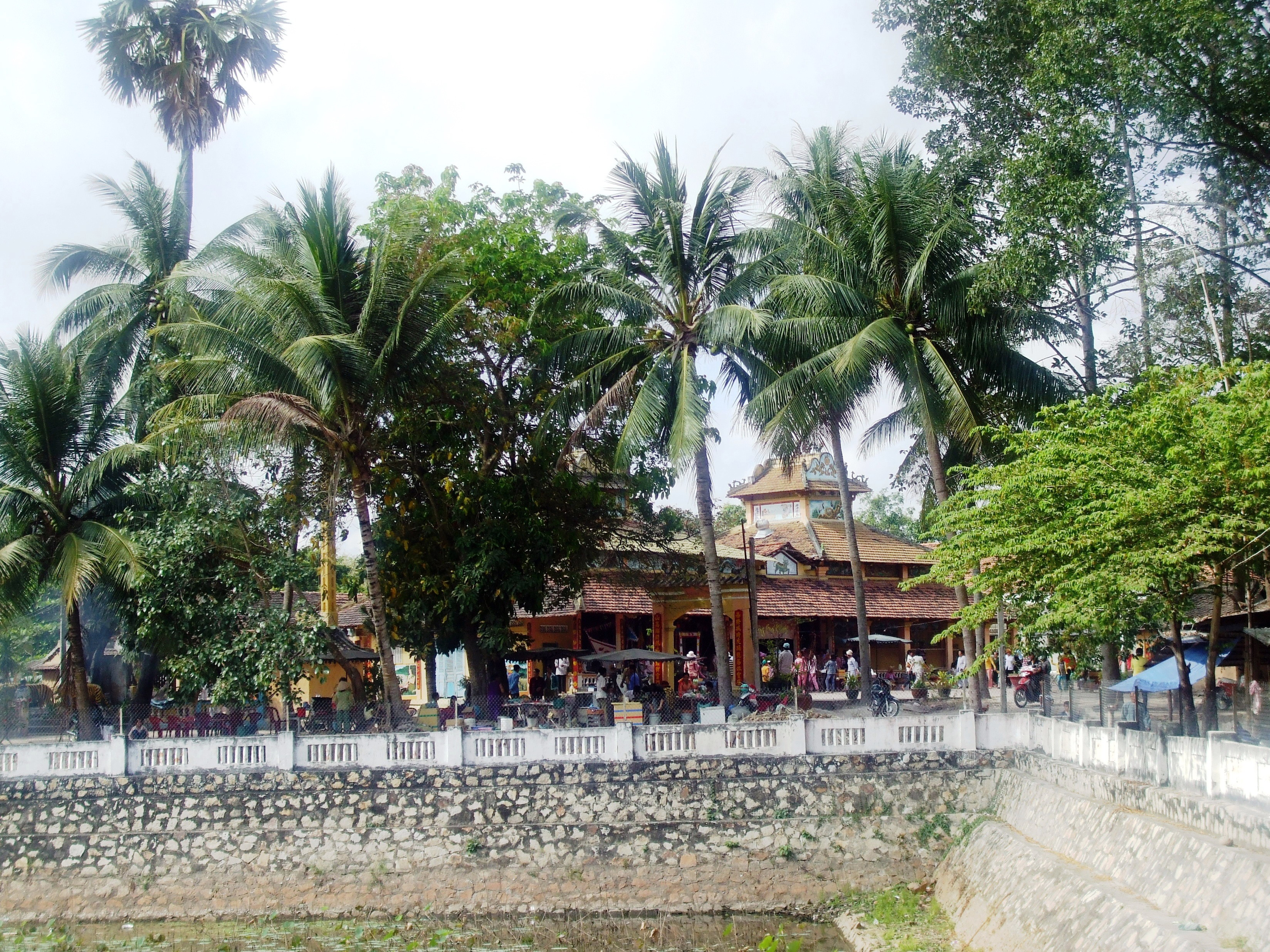
Toàn cảnh đình Thới Sơn

## Lịch sử
Đình Thới Sơn do Phật Thầy Tây An (tên thật là Đoàn Minh Huyên, 1807-1856), người sáng lập đạo Bửu Sơn Kỳ Hương cùng với những tín đồ của ông xây dựng vào năm 1851, để thờ vị thần chủ quản vùng đất (thần Thành hoàng) mà họ đến khai phá. Ban đầu đình được xây cất bằng cây rừng, mái tranh, vách lá, nền đất. Năm 1945, đình bị quân Pháp đến đốt phá. Năm 1956, đình được người dân dựng lại với khung sườn bằng gỗ, lợp ngói, nhưng lại bị bom đạn đánh sập.
Sau năm 1975, dân làng góp công, góp của xây dựng lại và tồn tại cho đến ngày nay. 

## Kiến trúc

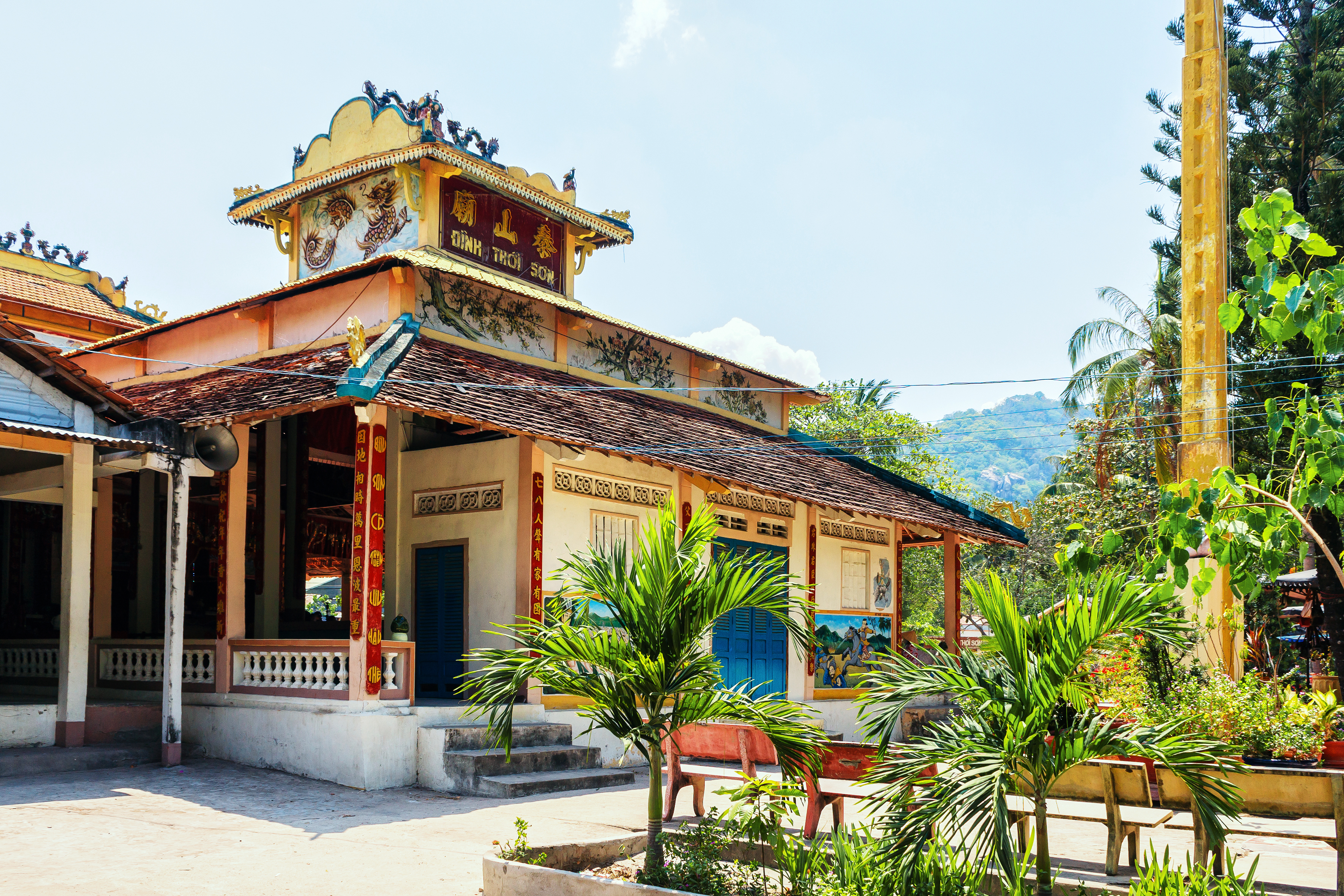
Đình Thới Sơn

Sau lần xây dựng lớn được khởi sự vào năm 1975, đình Thới Sơn, có lối kiến trúc cổ lầu, ba bộ nóc, mái nhị cấp, lợp ngói Phú Hữu, tường xây, nền gạch men, bốn cột chính bằng bê tông cốt sắt có đường kính 60 cm biểu trưng cho tứ chúng.
Trước đình là cổng tam quan có mái che cổ kính. Sân đình có bàn thờ Tổ quốc, Thần Nông và các miếu thờ: Sơn Quân, Bạch Mã, Chiến sĩ trận vong...
Nội thất đình trang trí nhiều sắc màu, các khánh thờ chạm khắc công phu, sắc nét với các đề tài: Bát tiên, cuốn thư, hoa, điểu thú. Đình thờ Thành hoàng Bổn cảnh, trước hương án có cặp hạc đứng trên lưng qui chầu thần. Hai bên tả, hữu có các bàn đối xứng thờ Tiền hiền, Hậu hiền. Có võ ca làm chỗ diễn tuồng hát bội trình thần vào các ngày đại lễ Kỳ yên.
Ngoài cổng đình là một hồ nước rộng chứa nước sinh hoạt cho cả vùng và cũng chính là nơi theo truyền thuyết, ông Đình Tây (đệ tử thân tín của Đoàn Minh Huyên) lén thả nuôi một con sấu hung dữ có tên Ông Năm Chèo.
Ngoài ra, chung quanh đình còn có các công trình phụ khác, như: nhà khách, nhà bếp, bồn chứa nước...

## Di tích lịch sử
Buổi đầu, trong số đệ tử của Phật Thầy Tây An, có Tăng Chủ và Đình Tây là hai người có công lớn trong việc khai sơn lập ấp và lập đình Thới Sơn. Khi đình lập xong, nơi đây cũng là chỗ tu hành chính của hai ông. Hiện còn phần mộ của hai ông ở bên cạnh đình.
Trong thời kỳ chiến tranh Việt Nam, ngoài là nơi thờ cúng, đình Thới Sơn còn là nơi dung chứa nhiều cán bộ cách mạng. Chính vì vậy, đình này đã được Bộ Văn hóa Thông tin Việt Nam công nhận là di tích lịch sử cách mạng cấp quốc gia năm 1999.